# Rivière Canot
Pour les articles homonymes, voir Canot (homonymie).
La rivière Canot est un cours d'eau qui coule dans les départements du Nord et d'Artibonite à Haïti, et un affluent du fleuve Artibonite.

## Géographie
Cette rivière prend sa source dans le massif du Nord près de la ville de Saint-Michel-de-l'Attalaye. 
Après un parcours sinueux à travers le massif montagneux, la rivière Canot rejoint la rivière Bouyaha et forment la rivière Guayamouc en amont de la ville de Hinche. Le cours d'eau va poursuivre son cours jusqu'à sa confluence avec le fleuve Artibonite.